# Petrokoptis
Petrokoptis, petrokoptys (Petrocoptis A.Braun ex Endl.) – rodzaj roślin z rodziny goździkowatych. Obejmuje 11 gatunków. Występują one w Pirenejach oraz innych górach północnej Hiszpanii. Niektóre gatunki bywają uprawiane w ogrodach skalnych, w Polsce – petrokoptis sinolistny P. glaucifolia.

## Morfologia
PokrójByliny o pędach nagich, u nasady drewniejących, w górze często pokrytych woskowym nalotem.
LiścieNaprzeciwległe, u części gatunków skupione w rozetę przyziemną, siedzące lub krótkoogonkowe, całobrzegie.
KwiatyOsadzone na długich szypułkach, zebrane po kilka w luźne, szczytowe wierzchotki. Kielich stożkowatodzwonkowaty, z 10 żyłkami wiązek przewodzących. Płatki korony w liczbie 5, białe do różowopurpurowych (intensywność barwy jest stabilna w obrębie populacji, ale bardzo zmienna w obrębie gatunków), całobrzegie lub ząbkowane, u nasady ściągnięte w długi paznokieć. Pręcików jest 10. Szyjek słupka jest 5.
OwoceTorebki pękające 5 ząbkami. Zawierają czarne i nerkowate nasiona. Znaczek na nasionach pokryty jest długimi, jednokomórkowymi włoskami.

## Systematyka i taksonomia
Rodzaj z plemienia Sileneae z podrodziny Caryophylloideae z rodziny goździkowatych Caryophyllaceae.
Rodzaj zajmuje pozycję bazalną w kladzie obejmującym Eudianthe, firletkę Lychnis, słonecznicę Heliosperma, smółkę Viscaria i Atocion. Oddzielenie linii prowadzącej do tego rodzaju od wspólnych przodków ww. rodzajów nastąpiło w miocenie ok. 10,59 miliona lat temu. Cała ta grupa stanowi klad siostrzany względem rodzaju lepnica Silene, z którą miała ostatniego wspólnego przodka ponad 14 milionów lat temu (w niektórych, bardzo szerokich ujęciach rodzaju Silene także Petrocoptis włączany jest do niego jako podrodzaj).
Podział rodzaju jest problematyczny ze względu na dużą zmienność cech morfologicznych i trudność w ustaleniu cech diagnostycznych. W zależności od ujęcia systematycznego w obrębie rodzaju bywa wyróżnianych od 7 do 11 gatunków.
Wykaz gatunków
- Petrocoptis crassifolia Rouy
- Petrocoptis glaucifolia (Lag.) Boiss. – petrokoptis sinolistny
- Petrocoptis grandiflora Rothm.
- Petrocoptis guarensis Fern.Casas
- Petrocoptis hispanica (Willk.) Pau
- Petrocoptis montserratii Fern.Casas
- Petrocoptis montsicciana O.Bolòs & Rivas Mart.
- Petrocoptis pardoi Pau
- Petrocoptis pseudoviscosa Fern.Casas
- Petrocoptis pyrenaica (Bergeret) A.Braun ex Walp.
- Petrocoptis wiedmannii Merxm. & Grau